# Vandal Savage
Vandal Savage é um personagem de histórias em quadrinhos e um supervilão do Universo da DC Comics. A primeira aparição de Savage foi em Green Lantern (Vol. 1) #10, em 1943. Foi criado por Alfred Bester e Martin Nodell.
Savage é imortal e tem atormentado a Terra desde antes do início da história humana. É um estrategista brilhante, com imensa capacidade tecnológica e um dos vilões mais persistentes da DC. Lutou contra centenas de heróis ao longo da história. Em 2009, Vandal Savage foi classificado pela IGN como o 36º maior vilão de histórias em quadrinho, de todos os tempos.

## História
Na pré-história, 50000 a.C., Savage era um homem da caverna do tipo cro-magnon, chamado Vandar Adg, líder da Tribo do Sangue. Veio a ser banhado na radiação de um meteorito misterioso, que lhe deu imortalidade e intelecto inacreditável. Mais tarde, um observador da Tribo do Urso, ao se aproximar do mesmo meteorito, se transforma no arqui-inimigo eterno do Savage, o Homem Imortal, possuindo o poder de ressuscitar como um personagem novo cada vez que é morto.
A primeira marca de Savage na “história” do universo DC veio quando um povo destruiu a cidade perdida de Atlântida. Povo que se tornou conhecido como Illuminati e que tem Savage como seu líder desde então.
Ao que parece, Vandal governou centenas de civilizações sob centenas de nomes. Ele alega ter sido o Faraó Quéfren, Alexandre, o Grande, Júlio César, Gengis Khan, Barba Negra, e Vlad III, o Empalador (cuja lenda diz que era o Conde Drácula), para nomear alguns. Trabalhou também como amigo e conselheiro de Érico, o Vermelho, Napoleão Bonaparte, Ras al Ghul, Otto von Bismarck e Adolf Hitler.

### Homem Imortal
Os confrontos entre Vandal Savage e o Homem Imortal terminam quando o Homem Imortal apaga-se da existência para salvar o mundo durante a Crise nas Infinitas Terras. Então Mitch Shelley, o Homem Ressurreição, um amnético com poderes similares, assume seu lugar como arqui-inimigo de Savage. Vivendo assim por muito tempo, Savage tem enfrentado possivelmente quase todos os heróis do universo DC. Os os grupos mais notáveis foram os da Sociedade da Justiça da América e a Liga da Justiça da América. No presente, Savage tem aproximadamente 52000 anos.

### DC Um Milhão
A história de Savage segue até pelo menos o ano de 85271 d.C., quando viaja no tempo até o século XX, em Montevidéu, Uruguai, segundos antes de o lugar ser dizimado por uma arma nuclear, ação que ironicamente foi requisitada pelo próprio Savage. Este é, entretanto, somente um dos futuros potenciais para Savage, pois estes eventos podem mudar, devido às alterações do universo DC ocasionadas por Alexander Luthor Jr. e Superboy-Prime, durante a Crise Infinita.

### Vilões Unidos
Vandal Savage foi visto nas duas partes finais de Vilões Unidos. Originalmente, Savage era membro da Sociedade de Lex Luthor, mas a deixou, avisando a Lex que não o contatasse por nenhum motivo. Quando nenhuma razão foi dada, é provável que a deserção de Vandal tenha ocorrido devido a sua filha Escândalo estar enfrentando a Sociedade da Justiça da América, como integrante do Sexteto Secreto. Quando a Sociedade preparou uma investida final contra o Sexteto, Vandal ameaçou matar Luthor, se o ataque não fosse cancelado, dizendo que não poderia permitir que qualquer um prejudicasse sua filha. Não se sabe se isto era um exemplo de interesse paterno ou se Vandal tinha outros motivos para querer que sua filha vivesse.

### Flash e Sociedade da Justiça
Savage foi visto no arco final da história do Flash como líder de um culto apocalíptico. Tentou usar um dispositivo para atrair um asteroide para a Terra, mas foi lançado ao espaço, junto ao próprio asteroide, quando o Flash inverteu a polaridade do dispositivo. O asteroide acabou caindo, com Savage, sobre a Terra, o que diminuiu seu poder diminuído extremamente. Sua imortalidade foi extinta.  Pode ainda sobreviver a feridas que seriam potencialmente fatais, mas um tumor no cérebro ou uma deterioração forte em suas funções biológicas o conduziriam a uma morte rápida, com sobrevida estimada em onze dias. Tentou capturar o Lanterna Verde da Era de ouro, atraindo-o com um clone grotesco (e disfarçado) de Wesley Dodds, que era em verdade um clone de Savage. Depois de da tentativa malsucedida de roubar o DNA de Alan Scott, Vandal foi deixado sozinho em sua base secreta anterior. Percebendo que seu clone poderia ser considerado seu sucessor, e que o sangue de seus descendentes lhe concederia forças adicionais, Savage cozinhou e comeu seu clone, renovando suas energias por mais um ano.

## Elseworlds
Vandal Savage era o vilão na minissérie Elseworlds, do Batman: O Cavaleiro das Trevas. Savage lutava contra os membros da família Wayne durante toda a história, começando com o cavaleiro medieval Sir Joshua de Wainwright, passando pelo Bruce Wayne contemporâneo, até a futurística vice-presidente: Brenda Wayne.
Outra história de Elseworlds, “Flashpoint”, trouxe Savage como funcionário de uma corporação de exploração espacial, auxiliado por Barry Allen. Savage tentou usar a tecnologia roubada de J'onn J'onzz para matar a humanidade, mas foi morto por Barry Allen, que sacrificou sua vida para parar o dispositivo alienígena.

## Outras mídias
Savage apareceu em diversos episódios de Liga da Justiça: A Série Animada, nos quais foi dublado por Phil Morris, nos EUA, e por Élcio Romar, no Brasil. Nesta versão de Savage, além de portar a característica da imortalidade, foram realçadas propriedades curativas, no estilo Wolverine. Sua origem é a mesma daquela dos quadrinhos, exceto pela revelação em um episódio: de que sua idade seria metade, aproximadamente, daquela encontrada nos quadrinhos, 25000 anos.
A Liga da Justiça se deparou pela primeira vez com Savage no episódio triplo “Nos Tempos de Savage”, quando criou uma máquina do tempo e fez com que o Eixo ganhasse a Segunda Guerra Mundial. A Liga da Justiça (com exceção de Batman) estava fora do planeta, com o auxílio da energia do anel do Lanterna Verde, e não foi afetada pela alteração temporal. Ao chegar na Terra, a equipe descobriu o planeta totalmente diferente, sob o poder de um regime totalitário. Encontrou Batman como líder de uma revolução e descobriu que Vandal Savage foi responsável por tudo isso. O vilão enviou um laptop para seu alter ego da época da Segunda Guerra Mundial, com informações, tecnologias do futuro e planos dos Aliados. Este conhecimento e tecnologia permitiram que Savage transformasse a si mesmo na mais alta autoridade da Alemanha Nazista, congelando Hitler criogenicamente e assumindo seu então título de Führer. Diante disso, a Liga viajou para o passado para tentar lhe impedir. Com ajuda dos Aliados, a Liga conseguiu impedir a concretização dos planos de Savage e evitou um ataque aéreo surpresa que havia sido planejado contra os Estados Unidos. Nestes episódios, a suástica nazista fora substituída por um símbolo negro semelhante a um raio. O motivo da mudança não foi explicado. Provavelmente os produtores mudaram o símbolo para não chocar os telespectadores do desenho animado, em sua maioria crianças. Outra possível explicação seria se tratar de uma variante da letra S, no alfabeto rúnico, como na sigla da organização paramilitar nazista, Schutzstaffel, conhecida como SS. No desenho, o S rúnico se referiria ao sobrenome de Savage, refletindo o caráter centralizador e ególatra do vilão.
A segunda aparição de Vandal Savage ocorreu no episódio "Dama de Honra", em que aparece como namorado da princesa Audrey de Kasnia. Savage se disfarçou como seu próprio descendente, Vandal Savage III. Casou-se com a princesa Audrey, tornou-se príncipe e usou a participação de Kasnia no projeto de auxílio à Estação Espacial Internacional, para nela instalar uma arma de deslocamento de meteoros de suas rotas e disparo com exatidão para qualquer ponto da Terra. Com isto, ameaçou o mundo, esperando que as nações se curvassem à sua autoridade. A Liga (Batman e principalmente Mulher Maravilha, que se tornou amiga da princesa Audrey) acabou com o plano de Savage outra vez, descobrindo sua verdadeira identidade.
Sua última aparição aconteceu no episódio duplo “No Além”. Superman, atingido por uma arma de Toyman, foi lançado a milhares de anos no futuro, onde a humanidade não existia mais, com exceção de Savage, o único humano vivo. Savage havia sido o responsável pela destruição da raça humana, ao construir uma máquina que lhe permitia controlar a força da gravidade. Uma curiosidade: a tecnologia que lhe permitiu construir a máquina havia sido desenvolvida pelo cientista Ray Palmer, identidade secreta do super-herói Eléktron, que viria depois a aparecer em Liga da Justiça sem Limites. Devido à ausência do Superman, Savage conseguiu derrotar a Liga da Justiça. Mas os efeitos colaterais de sua manipulação na gravidade deslocaram a órbita da Terra, matando toda a vida humana e o tornaram o único sobrevivente. Os séculos do solidão e isolamento fizeram com que se lamentasse de sua obsessão por poder. O Superman, sem seus poderes, aceitou a realidade e passou a confiar em Savage. Durante a noite, andando pelas instalações de Savage, o herói descobriu a máquina do tempo usada no episódio "Nos Tempos de Savage", mas descobriu que o gerador que a fazia funcionar havia sido roubado por insetos gigantescos e que não daria para uma pessoa viajar para um tempo em que já existia (exceto Superman, que era dado como morto no presente). Juntos, os dois decidiram ir atrás do gerador para que Superman voltasse no tempo, e impedisse Savage de destruir a humanidade. Após acharem o gerador na caverna dos insetos, Superman recuperou o dispositivo e seus poderes voltaram, no momento crucial, proporcionando que conseguisse destruir os insetos e fugir com Savage. Uma vez operacional a maquina do tempo, Superman se despediu de Savage e voltou no tempo, para tentar lhe impedir. Superman retornou ao presente, para a surpresa de todos(as) que o consideravam morto (com exceção de Batman), e partiu, com a ajuda da Liga, para tentar impedir a destruição da humanidade. O Savage do futuro, sentado onde havia a construção em homenagem ao Superman, viu sorridente a salvação do mundo, enquanto lentamente deixou de existir. Não foi revelado como a Liga deteve Savage.
Em Smallville, Vandal Savage aparece, mas com outro nome: Curtis Knox, interpretado por Dean Cain (e dublado, no Brasil, por Guilherme Briggs).
No crossover entre a série The Flash e Arrow, Vandal Savage (interpretado por Casper Crump) aparece como um sacerdote do Egito Antigo, quando sua imortalidade foi fortalecida pela morte da Mulher-Gavião (Kendra Saunders) e do Gavião Negro (Cater Hall). Esse crossover foi feito exclusivamente para apresentar-lhe como vilão principal da série, lançada em 2016: DC's Legends of Tomorrow.
No crossover entre The Flash e Arrow, Vandal Savage (interpretado por Casper Crump) não obteve sucesso ao tentar assassinar a Mulher-Gavião (Chay-Ara) e seu parceiro de 4 mil anos, Gavião Negro (Khufu).